# Crassuloideae
Sous-famille
Genres de rang inférieur
- Crassula
- Hypagophytum

Classification APG IV (2016)
La sous-famille des Crassuloideae est une des six sous-familles de la famille des Crassulaceae selon la classification classique. On la reconnait grâce aux étamines des fleurs, qui sont réparties sur une seule couronne alors que les fleurs des autres sous-familles en ont deux. 
Il est communément admis par les taxonomistes "classiques" que le genre Crassula est le seul représentant de cette sous-famille, les genres Dinacria, Kalosanthes, Pagella, Rhopalota, Rochea et Vauanthes ayant été inclus dans le genre Crassula.
Selon la classification phylogénétique APG IV (2016), cette sous-famille existe toujours, mais elle comprend davantage de genres.
La taxonomie des différentes sous-familles de la famille des Crassulaceae a fait l'objet de nombreux remaniements.